# Turbonilla sirena
Turbonilla sirena är en snäckart. Turbonilla sirena ingår i släktet Turbonilla och familjen Pyramidellidae. Inga underarter finns listade i Catalogue of Life.